# Studios De Lane Lea

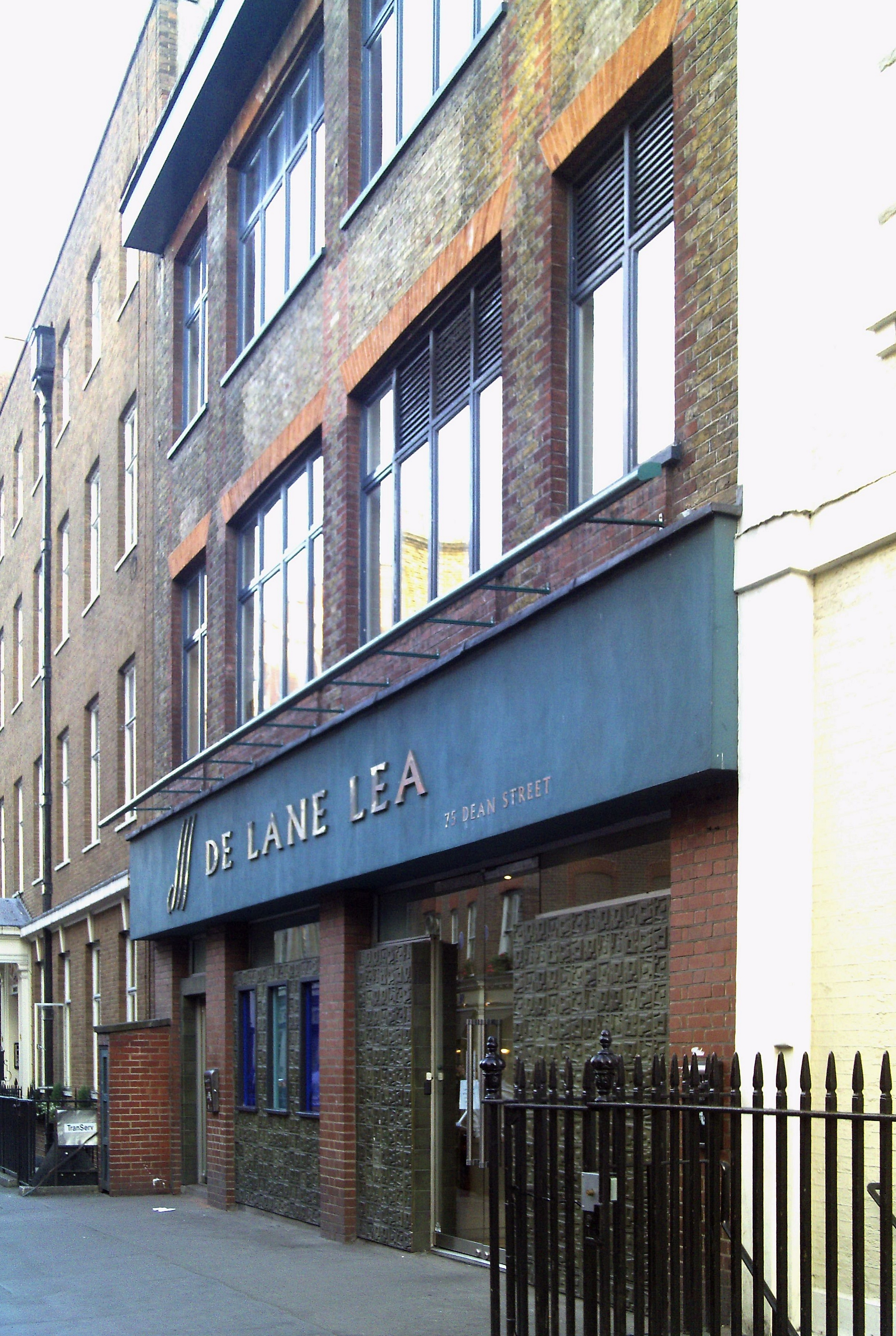
Les studios De Lane Lea.

Les studios De Lane Lea sont des studios d'enregistrement basés à Dean Street dans le quartier de Soho à Londres au Royaume-Uni.

## Historique
Les studios sont créés en 1947 par le major Jacques De Lane Lea, un agent de renseignement français rattaché au gouvernement britannique, pour assurer le doublage des productions cinématographiques anglaises en français.
Dans les années 1960 et 1970, de nombreux groupes pop ou rock ont enregistré dans ces studios notamment les Beatles, Queen, The Rolling Stones, les Bee Gees, The Who, Pink Floyd, The Jimi Hendrix Experience, Deep Purple, Electric Light Orchestra.